# Carolina Papaleo
Carolina Alejandra Papaleo (Buenos Aires, 19 de enero de 1969) es una actriz, politóloga, conferencista, presentadora, política y escritora argentina. Es la hija de la conocida actriz Irma Roy y el periodista Osvaldo Papaleo, y desde pequeña heredó la condición y vocación de actriz de su madre.
Además de poseer una vasta carrera —principalmente en televisión y teatro—, es recordada a nivel nacional y en toda Sudamérica por su papel de Ana Oromi en la telenovela Una voz en el teléfono, el cual la catapultó a la fama. En el año 2013 debutó como presentadora de televisión de un programa de Canal 9. Además brinda conferencias y monólogos sobre diversos temas de actualidad.

## Biografía
Carolina Papaleo nació el 19 de enero de 1969 en la Ciudad de Buenos Aires. Sus padres son la reconocidísima actriz (luego política) Irma Roy y el periodista Osvaldo Papaleo. Comenzó a estudiar teatro en la escuela de su madre, quien junto a José Luis Olmos (primer bailarín del teatro Colón) fundó la importante Escuela Integral de Formación Actoral. Su madre junto a otros profesores de esa escuela le enseñaron a utilizar sus primeras herramientas, tanto para la actuación como para otros ámbitos de la vida. Cursó también comedia musical, abarcando las disciplinas de canto, zapateo americano y danza jazz. Unos años más tarde llegó a la escuela de teatro de Raúl Serrano. Luego estudió con Agustín Alezzo e hizo un taller con el método de Joan Morris.
A partir del año 1987 comenzó su carrera como actriz en televisión en el ciclo Ficciones, dirigido por Sergio Renán. En 1990 le llega su gran oportunidad: Canal 9 la contrata para protagonizar una telenovela de Alberto Migré, Una voz en el teléfono, en el papel de Ana Oromi, una joven a la que han culpado de un crimen que no cometió, y está internada en un reformatorio donde toma el lugar de la telefonista, contactándose con Lautaro (personaje del actor Raúl Taibo), de quien se enamora apasionadamente. La telenovela batió récords de audiencia, y se convirtió en una de las más vistas de la televisión argentina, y una de las más recordadas de la historia del género hasta la actualidad.
A partir del éxito de Una voz en el teléfono desarrolla una vasta trayectoria en televisión, participando en unitarios tales como Hombres de ley, Vínculos I, II y III, Hola Crisis, Zona de riesgo, Ciclo de teatro argentino: El organito, Atreverse, Alta Comedia, El Signo, Infieles e Il Pagliaci. Además trabajó en telenovelas como Pasiones, Ella contra mí, Una voz en el teléfono, Esos que dicen amarse, Cara bonita, Por siempre mujercitas, Ricos y famosos, Los buscas de siempre, PH, propiedad horizontal.
También actuó en teatro destacándose en Tres noches en el Alvear, ¿Y yo donde duermo?, Noche de reyes de William Shakespeare dirigida por Alberto Ure, Ricardo II, Flores de acero, La dueña de la historia, Parecen ángeles, y Cabaret Bijou en su versión de 2003 (junto a Juan Leyrado y Moria Casan). También actuó en la obra El camino a La Meca de Athol Fugard, secundando a China Zorrilla.
Trabajó en cine en las siguientes producciones: Después de ayer dirigida por Ebert Posse Amorim, La amiga dirigida por Jeannet Merafel (coprotagonizada con Liv Ullmann), Siempre es difícil volver a casa dirigida por Jorge Polaco, Perdido por perdido dirigida por Alberto Lecchi (coprotagonizada con Ricardo Darín), Besos en la frente dirigida por Carlos Galettini, Tres veranos dirigida por Raúl Tosso, El mundo contra mí dirigida por Beda Docampo Feijoo, La maestra normal dirigida por Carlos Orgambide, y El evangelio de las maravillas, dirigida por Arturo Ripstein.
También actuó en teatro infantil protagonizando La Bella Durmiente, Mi adorable Poliyita, La zapatera prodigiosa y Blancanieves.
Obtuvo diferentes menciones, de las que se destacan el Premio Martín Fierro a Revelación del año por su papel de Marcela en la segunda temporada de la serie Vínculos (1989), la cual fue dirigida por Carlos Berterreix.
Por fuera de la ficción trabajó en Radio 10 en el programa El ángel del mediodía de Baby Etchecopar, y participó como panelista en el programa de televisión de Moria Casán "Incorrectas", emitido por la señal América. Desde mayo de 2020 y hasta enero de 2024 fue conductora junto a Julián Weich de "Vivo para vos" por Elnueve.
En el año 2004 se recibió como conferencista de coach ontológico, y en el 2024 terminó la carrera de Ciencias Políticas.

## Trabajos en TV
| Ficciones | Ficciones                | Ficciones                 | Ficciones                         | Ficciones       |
| Año       | Título                   | Personaje                 | Notas                             | Canal           |
| --------- | ------------------------ | ------------------------- | --------------------------------- | --------------- |
| 1986      | Las lady's               | Catalina                  | Participación                     | ATC             |
| 1986      | Pasión y poder           | Carolina Montenegro Godoy | Antagonista                       | Canal 9         |
| 1987      | Vinculos                 | Marcela                   | Reparto secundario                | Canal 13        |
| 1987      | Ficciones                | Varios personajes         | Varios episodios                  | Telefe          |
| 1987      | Hombres de ley           | Paula                     | Participación                     | ATC             |
| 1988      | Pasiones                 | Rosa María Sarmiento      | Coprotagonista                    | Canal 9         |
| 1989      | Ella contra mí           | Andrea Acuña Lan          | Protagonista                      | Canal 9         |
| 1989      | Hola crisis              | Cristina                  | Coprotagonista                    | Canal 13        |
| 1989-1990 | Asi son los mios         | Verónica                  | Antagonista                       | Canal 13        |
| 1990      | Atreverse                | Carina                    | Episodio: "Un...uno...una"        | Telefe          |
| 1991      | Atreverse                | Leonor                    | Episodio: "Bajo dios"             | Telefe          |
| 1990-1991 | Una voz en el teléfono   | Ana Oromi                 | Protagonista                      | Canal 9         |
| 1991      | Amor de pura sangre      | Florencia Duran Valencia  | Protagonista                      | Canal 9         |
| 1991-1992 | Detective de señoras     | Patricia Zambrano         | Reparto secundario                | Canal 13        |
| 1992      | Esos que dicen amarse    | Fe Suárez                 | Protagonista                      | Canal 13        |
| 1992-1993 | Zona de riesgo           | Milagros / Gabriela       | 2 episodios                       | Canal 13        |
| 1993      | Dos al toque             | Alma                      | Participación                     | Telefe          |
| 1994      | Cara bonita              | Gabriela Fernández        | Reparto secundario                | Telefe          |
| 1994-1995 | Alta comedia             | Varios personajes         | Varios episodios                  | Canal 9         |
| 1995-1996 | Por siempre mujercitas   | Marcela Morales Rivero    | Coprotagonista                    | Canal 9         |
| 1997      | El signo                 | Dra. Laura Larrea         | Coprotagonista                    | Telefe          |
| 1997      | Señoras y señores        | Paola                     | Recurrente                        | Canal 13        |
| 1998      | Ricos y famosos          | Estella Izaguirre         | Recurrente                        | Canal 9         |
| 1999      | Dracula                  | Luciana                   | Participación                     | America TV      |
| 1999      | La mujer del presidente  | Cecilia Moncada           | Antagonista                       | Telefe          |
| 2000      | Los buscas de siempre    | Dolores "Lola" Benavidez  | Coprotagonista                    | Azul Televisión |
| 2001      | PH, propiedad horizontal | Panchita Fernández        | Coprotagonista                    | Azul Televisión |
| 2002      | 1000 millones            | Valeria Ávila             | Participación                     | Canal Trece     |
| 2002      | Infieles                 | Camila                    | Episodio 7: "Sin limites"         | Telefe          |
| 2004      | Los Roldán               | Gabriela Cribelli         | Participación                     | Telefe          |
| 2005      | Amor en custodia         | Victoria Achaval-Urien    | Coprotagonista                    | Telefe          |
| 2006-2007 | La ley del amor          | Estefanía Montes          | Protagonista                      | Telefe          |
| 2006-2007 | Doble venganza           | Marcela Rosenthal         | Antagonista                       | Canal 9         |
| 2009      | Epitafios                | Silvina Manfred           | Participación                     | HBO             |
| 2011      | Maltratadas              | Sandra                    | Episodio 2: "Que divino"          | América TV      |
| 2011      | Adictos                  | Marta                     | Episodio 5: "Mentira"             | Canal 10        |
| 2012      | Dulce amor               | Ella misma                | Cameo                             | Telefe          |
| 2013      | Historias de corazón     | Laura Salvatore           | Episodio 1: "Tarjetas personales" | Telefe          |
| 2016      | La candidata             | Cinthia                   | Participación                     | Las Estrellas   |
| Programas |                          |                           |                                   |                 |
| Año       | Título                   | Rol                       | Notas                             | Canal           |
| 2013-2017 | Secretos de novelas      | Conductora                | Debut como conductora             | Canal 9         |
| 2018-2020 | Incorrectas              | Panelista                 |                                   | América TV      |
| 2020-2024 | Vivo para vos            | Conductora                |                                   | Elnueve         |

## Trabajos en Radio
- El ángel del Mediodía (2012)
- Hora Pico (2011)
- Caro en Radio (2011 - 2012 - 2013)

## Teatro
- Derechas (2018-2019)

- Radojka (2018)

- La Isla Encantada (2018)

- Falladas (2017)

- Sé infiel y no mires con quién (2014)

- Ser mujer es caro (2013)

- Los hombres de la independencia (2013)

- El organito (2013)

- Mi vida con él (Directora General) (2012)

- Yo adivino el parpadeo (2011-2012)

- Mujeres y botellas (2011)

- Pirañas (2010)

- Fortuna (2010)

- Closer (2009)

- Flores de acero (2007-2008-2009)

- El camino a La Meca (2005-2006–2007)

- El pintor (2004-2005)

- 11… Código para ciegos (2004)

- Cabaret Bijou (2004)

- Parecen ángeles (2002)

- La dueña de la historia (2000 y 2003)

- Noche de Reyes (1991)

## Cine
| Películas     | Películas                        | Películas         | Películas       | Películas |
| Año           | Título                           | Rol               | Notas           |           |
| ------------- | -------------------------------- | ----------------- | --------------- | --------- |
| 2017          | Días Contados                    | Abogada           | Breve aparición |           |
| 2006          | Chile 672                        | Paz               |                 |           |
| 2005          | Ni tan lejos, ni tan cerca       | Fernanda          |                 |           |
| 2002          | Heroes del silencio              | Sofía del Solar   |                 |           |
| 1999          | Tres veranos                     | Chica del "No se" | Breve aparición |           |
| 1999          | Peligro nuclear                  | Maríana           |                 |           |
| 1998          | El evangelio de las maravillas   | Nelida            |                 |           |
| 1996          | La maestra normal                | Samira            |                 |           |
| 1996          | El mundo contra mí               | Mirta             |                 |           |
| 1996          | Besos en la frente               | Estela            |                 |           |
| 1993          | Perdido por perdido              | Verónica          |                 |           |
| 1993          | Siempre es difícil volver a casa | Camila            |                 |           |
| 1989          | Misión comando                   | Elbita            |                 |           |
| 1988          | La amiga                         | María             |                 |           |
| 1987          | Después de ayer                  | Carolina          |                 |           |
| Cortometrajes |                                  |                   |                 |           |
| Año           | Título                           | Rol               | Notas           |           |
| 1998          | Hasta que me enamore             | Luciana           |                 |           |
| 1993          | Beautiful                        | Chica enamorada   |                 |           |

## Vida personal
Estuvo casada con el entrenador personal Mario Río, con quien tuvo un hijo, Matías, nacido en 1998.